# Tullamarine
Tullamarine is een voorstad van Melbourne in de Australische deelstaat Victoria. Bij de telling van 2016 had Tullamarine 6605 inwoners.